# Миасский (Аргаяшский район)
Миа́сский — посёлок в Аргаяшском районе Челябинской области. Входит в состав Байрамгуловского сельского поселения.
Расположен на берегу Аргазинского водохранилища. Ближайшие населённые пункты — село Байрамгулово и посёлок Аргази.

## Население
| 2002 | 2010 |
| ---- | ---- |
| 47   | ↘39  |

По данным Всероссийской переписи, в 2010 году численность населения посёлка составляла 39 человек (15 мужчин и 24 женщины).

## Улицы
Уличная сеть посёлка состоит из 3 улиц.